# Таможенный пфенниг
Таможенный пфенниг (нем. Zollpfennig) — медная монета курфюршества Пфальц, отчеканенная в 1766 году во время правления Карла IV Теодора. Её особенностью стало обозначение номинала «ZOLLPFENNIG». При торговых сделках на территории государства она приравнивалась к 1½ пфеннигам, при уплате таможенного сбора — к 1 пфеннигу. Таким образом достигалось повышение таможенной пошлины.
В 1777 году в Гессен-Дармштадте выпустили монету с обозначением номинала «Zollpfennig». Это было связано с тем, что официально в государстве использовали 20-гульденовую монетную стопу (из одной кёльнской марки серебра выпускали 20 гульденов). В то же время соседние немецкие государства использовали 24-гульденовую стопу, что создавало множество неудобств в денежном обращении. Официальные учреждения, такие как таможня и государственные кассы, были обязаны следовать официально принятым взаимоотношениям денежных единиц. В качестве попытки упрощения расчётов в условиях одновременного хождения одноимённых денежных единиц с разной номинальной стоимостью и были выпущены «таможенные пфенниги». Они соответствовали ¼ крейцера (1⁄60 гульдена) по 20-гульденовой стопе.